# Ryan Ottens
Ryan Ottens (1984) è un giocatore di football americano australiano, che gioca come linebacker per i Port Adelaide Spartans.